# East Renfrewshire
Východní Renfrewshire (anglicky East Renfrewshire, Siorrachd Rinn Friù an Ear ve Skotské gaelštině) je správní oblast Skotska, která se nalézá ve střední části průmyslového pásu. Sousedí se správními oblastmi Severní Ayrshire, Východní Ayrshire, Renfrewshire, Jižní Lanarkshire a Glasgow.

## Důležitá města a vesnice
- Barrhead
- Busby
- Clarkston
- Eaglesham
- Giffnock
- Neilston
- Netherlee
- Newton Mearns
- Stamperland
- Thornliebank